# ACN (日本の商社)
株式会社ACN（エーシーエヌ、英: ACN Inc.）は日本の商社。
コンピュータ、複合機、情報通信機器の他、業務用エアコン、防犯カメラ、侵入警戒システムといったセキュリティ機器の提案から設置、メンテナンスを行っている。

## 概要
創業者は藤岡 義久（現代表取締役）。本社は大阪市中央区に長らく置かれていたが2025年現在は同市北区に所在する。
「オフィスをレベルアップする会社」をブランドスローガンに創業当初から行う、複写機を中心とした情報通信機器の販売及びメンテナンス事業の他、業務用エアコン、設備用空調機器、LED照明の販売及び設置、防犯カメラ、侵入警戒システムといったセキュリティ機器等、オフィス環境を構築する上で必要な商品・サービスの提案から保守、メンテナンスを行う商社である。お客様の働きやすいオフィス環境を実現するために、自社内でカスタマーサービス部隊を組織し、ネットワーク保守サービス「アクティブサポート」を中心としたお客様のネットワークサポートを行う等、地域密着フォローを行う企業として知られている。
また、グループ会社に事業用用地（ビル・マンション等）の売買、賃貸オフィス、マンション、一戸建て物件仲介を行う株式会社ACN不動産があり、【オフィスソリューション事業】、【不動産事業】といった2つの事業を柱とした多角的な視点で提案を行う総合ソリューションコンサルティングを実践している。

## 沿革
- 1996年09月 - 東大阪市にて創業。

複写機を中心とした情報通信機器の販売及びメンテナンス事業を開始する。
- 1997年03月 - 資本金2,500万円で株式会社ACN（エーシーエヌ）設立。
- 1997年04月 - 事務処理専用機の販売事業を開始する。
- 1999年05月 - セキュリティシステムの販売、設計、施工事業を開始する。
- 2000年06月 - 大阪市中央区ツイン21に本社移転。東大阪にカスタマーセンター、大阪東支店を開設。
- 2001年02月 - 京都市下京区に京都支店を開設。
- 2002年03月 - 神戸市中央区に神戸支店を開設。
- 2002年05月 - 資本金4,500万円に増資。
- 2002年09月 - 有限会社ACNウインドを設立。販売管理部門、経理部門を独立させ、事業を開始する。
- 2003年08月 - 保険代理店業務を開始する。
- 2003年11月 - 有限会社ACNプログラムを設立。
- 2004年03月 - ACN-CCビル竣工。カスタマーセンター及び大阪東支店を移転。
- 2004年10月 - 東京都港区に首都圏支社を開設。
- 2005年03月 - 大阪市中央区ツイン21にテレマーケティングセンターを開設。
- 2006年04月 - 埼玉県さいたま市に埼玉支店を開設。新セキュリティブランド「アクティブセキュリティ」を立ち上げる。
- 2006年07月 - カスタマーセンター内にITコンサルティング支店を開設。
- 2006年10月 - 新規事業として携帯電話事業に参入、ショップ展開を開始する。
- 2006年12月 - 株式会社アクティブセキュリティを設立。
- 2007年05月 - 横浜市中区に横浜支店を開設。
- 2008年04月 - 福岡市中央区に福岡支店を開設。
- 2006年07月 - フィナンシャル事業を分社化　株式会社フィナンシャルデザインを設立。
- 2009年05月 - 名古屋市中区に中部支社を開設。
- 2009年06月 - 大阪市西区にACN信濃橋ビル竣工。ACN信濃橋ビルに大阪中央支店を開設。ACN信濃橋ビルに株式会社アクティブセキュリティ本社を移転。

ACN信濃橋ビルに株式会社フィナンシャルデザイン本社を移転。
- 2009年09月 - 京都市中京区にACN京都御池ビル竣工。京都支店をACN京都御池ビルに移転。
- 2009年10月 - ACN-CCビルにソリューションレンタル営業部を開設。
- 2009年11月 - 中部支社を分社化　株式会社ACN中部を設立。福岡支店を分社化　株式会社ACN九州を設立。大阪市中央区に大手法人営業部を開設。

ACN信濃橋ビルにパートナー推進部を開設。東京都港区に東日本レンタル営業部を開設。
- 2009年12月 - 首都圏ビジネスライン営業部開設。
- 2010年01月 - 業務用エアコンの販売及びメンテナンス事業開始する。ACN-CCビルにエアコン営業部を開設。
- 2010年02月 - ソリューション支店を開設。株式会社フィナンシャルデザインから株式会社保険デザインに商号変更。
- 2010年07月 - 東京都新宿区新宿センタービルに首都圏支社を開設。東京都新宿区新宿センタービルに首都圏支社　支社第一営業部を開設。

東京都港区の旧首都圏支社を東京支店へ名称変更。東京都新宿区新宿センタービルに首都圏支社　エアコン営業部を開設。株式会社ACN中部を首都圏支社に統合。
- 2010年09月 - 神戸市中央区　三宮第一生命ビルディング11階に神戸支店を移転。横浜市西区　横浜ランドマークタワー 18階に横浜支店を移転。
- 2010年10月 - 株式会社ACNの資本金を9,000万円に増資。
- 2011年06月 - 東京都新宿区新宿センタービルに株式会社ACN東京を設立。
- 2011年07月 - 株式会社ライフデザインを設立。
- 2011年09月 - 広島市中区に広島支店を開設。
- 2011年09月 - 株式会社ACN東京から株式会社ACNエコオフィスに商号変更。
- 2011年10月 - 千葉市中央区に千葉支店を開設。
- 2012年05月 - 名古屋市中区に名古屋支店を開設。
- 2012年07月 - モバイル事業を分社化　株式会社ACNモバイルを設立。広島支店を分社化　株式会社ACN中国を設立。
- 2013年10月 - 東京都新宿区に東京支店を移転し首都圏支社へ名称変更。
- 2014年03月 - 東京都千代田区のACN半蔵門ビルに、株式会社ACNエコオフィス本社と株式会社アクティブセキュリティ東京支店を移転。
- 2014年05月 - 株式会社ACN中国を株式会社ACNに統合し、あらたに広島支店・岡山支店として再スタート。
- 2014年10月 - 札幌市中央区に札幌支店を開設。
- 2015年03月 - 大阪市中央区のACN天満橋ビルに、株式会社ACNエコオフィス大阪営業部を移転。

株式会社ACN九州を株式会社ACNに統合し、あらたに福岡支店・小倉支店として再スタート。
- 2015年04月 - 福岡支店を九州支社へ名称変更。久留米市に久留米支店を開設。
- 2015年05月 - 株式会社ライフデザインを株式会社保険デザインへ統合。
- 2015年07月 - 福岡県北九州市に小倉支店を移転し北九州支店へ名称変更。
- 2015年08月 - 千葉県船橋市に千葉支店を移転。
- 2016年04月 - 株式会社プロコを設立。
- 2016年07月 - 株式会社アクティブセキュリティを株式会社ACNへ統合。
- 2016年12月 - 株式会社ACNエコオフィス本社を大阪市中央区のACN天満橋ビルに移転。  株式会社ACNエコオフィス首都圏営業部を東京都新宿区に移転。
- 2017年07月 - 株式会社保険デザインの株式を住友生命保険相互会社へ譲渡。
- 2017年08月 - 株式会社プロコから株式会社ACN不動産に商号変更。
- 2018年07月 - 東京都千代田区のミレーネ神田PREXにACN不動産の首都圏支社を移転。
- 2018年08月 - コーポレートロゴを変更。
- 2018年10月 - ACN不動産の本社機能をACN不動産の首都圏支社に移行。ACN不動産の旧本社を西日本支社として名称変更。
- 2019年05年 - 株式会社エーシーエヌから株式会社ACNに商号変更。東京都立川市に西東京支店を開設。
- 2019年10月 - 株式会社オフィス賃貸保証を設立。
- 2020年05月 - ツイン21 MIDタワー34FにACN不動産 西日本支社を増床移転。ACN本社をリニューアル。
- 2021年05月 - 株式会社ACNの資本金を1億円に増資。
- 2021年08月 - 株式会社ACNビルテクノサービスを設立。
- 2021年12月 - ACN芝大門ビルディング2FにACN不動産 本社を移転。ACN芝大門ビルディング2FにACN 首都圏支社を移転。
- 2022年04月 - 株式会社ACN近畿、株式会社ACN東京、株式会社ACN中四国、株式会社ACN九州、株式会社ACN北海道、株式会社ACN東海を設立。
- 2022年07月 - 株式会社ACN関東を設立。
- 2023年03月 - さいたま市大宮区のソニックシティビル12Fに株式会社ACN関東 本社を移転。

## 広告

### CM
2016年8月より2020年7月まで、『ドラゴンボール』とコラボしたテレビCMを放送していた。イメージキャラクターはフリーザ（声は中尾隆聖）を起用。地球に視察に来たフリーザがACNがサポートするオフィスの戦闘力に驚くといったストーリーで展開されている。2021年4月からは同社オリジナルキャラクターであるOppuを起用したCMを放映しており、Oppuの誕生を描く内容となっている。

### テレビ提供
現在
- ゴルフ侍、見参!（BSテレ東）※2022年2月から。
- 真弓＆勝成のExpert GOLF（サンテレビ）※2022年2月から。
- 日曜報道 THE PRIME（関西テレビ・東海テレビ）※2022年4月から。
- 女子ゴルフペアマッチ選手権（シーズン8、9）（BS朝日）※2022年4月から。
- おぎやはぎの愛車遍歴 (BS日テレ) ※2024年10月から。
- EXPO EKIDEN（朝日放送テレビ）
- 藤田光里のゴルフ偏差値 向上委員会（テレビ埼玉）※2022年7月から。
- 60秒で学べるNews（テレビ東京系列）※2022年10月から。
- ゴルフONE（BS-TBS）※2022年10月から。
- 報道特集（TBS系列）※2022年10月から。
- ゴルフ番組でのテレビ提供が主となっている。

過去
- サンデーLIVE!!（テレビ朝日・ABC朝日放送・名古屋テレビ）※2017年10月から2018年3月まで。
- 日経スペシャル カンブリア宮殿（テレビ東京系）※2016年9月から2017年9月まで。
- ドラマBiz・リーガル・ハート 〜いのちの再建弁護士〜（テレビ東京系列6局ネット・BSテレビ東京）※2019年7月から同年9月まで。
- ドラマBiz・ハル〜総合商社の女〜（テレビ東京系列6局ネット・BSテレビ東京）※2019年10月から同年12月まで。
- ドラマBiz・病院の治しかた〜ドクター有原の挑戦〜（テレビ東京系列6局ネット・BSテレビ東京）※2020年1月から同年3月まで。
- ドラマBiz・行列の女神〜らーめん才遊記〜（テレビ東京系列6局ネット・BSテレビ東京）※2020年4月から同年6月まで。
- 開運なんでも鑑定団（再放送、テレビ大阪） ※2020年1月から同年6月まで。
- 報道STATION（朝日放送）※2021年10月から2022年3月まで。
- プライムニュース（BS富士・FNNPRIMEオンライン）※2022年4月から同年9月まで。
- 日曜報道 THE PRIME（関西テレビ・東海テレビ）※2022年4月から同年9月まで。
- 新婚さんいらっしゃい！（ABCテレビ・テレビ朝日）※2022年4月から同年9月まで。
- 日経モーニングプラスFT（BSテレビ東京）※2022年4月から同年9月まで。

### ラジオ提供
現在
- ACN presents 丸山茂樹のMOVING SATURDAY（TOKYO FM、FM大阪・広島FMへネット→2025年4月よりJFN全38局ネット）※2023年4月から。

### ゴルフ大会協賛
- ACNチャンピオンシップゴルフトーナメント
- ACNツアー（2025年 - ）
- everyone PROJECT
- パナソニックオープンレディース ホールインワン賞
- リゾートトラストレディス2022 イーグル賞
- 日本プロゴルフ選手権大会 ホールインワン賞
- パナソニックオープン ホールインワン賞
- バンテリン東海クラシック イーグル賞
- マイナビABCチャンピオンシップ ホールインワン賞
- 大王製紙エリエールレディスオープン ホールインワン賞

## 主要取引先
- 京セラドキュメントソリューションズジャパン
- ダイキン工業
- 三菱電機冷熱機器販売
- 日立グローバルライフソリューションズ
- パナソニックシステムネットワークス株式会社
- カシオ情報機器株式会社
- 三井住友ファイナンス&リース株式会社

- 株式会社クレディセゾン
- NECキャピタルソリューション株式会社
- 株式会社オリエントコーポレーション
- 株式会社オリコビジネスリース
- オリックス株式会社
- SMBCファイナンスサービス株式会社
- 株式会社ビジネスパートナー
- ＮＴＴ・ＴＣリース株式会社
- ジャックスリース株式会社
- 株式会社アプラス

## グループ会社
- 株式会社ACN不動産
- 株式会社ACN近畿
- 株式会社ACN東京
- 株式会社ACN関東
- 株式会社ACN中四国
- 株式会社ACN九州
- 株式会社ACN北海道
- 株式会社ACN東海
- 株式会社オフィス賃貸保証
- 株式会社ACNビルテクノサービス
- 株式会社アーメゾン
- 株式会社ACNプログラム
- 有限会社エーシーエヌウインド